# Matria

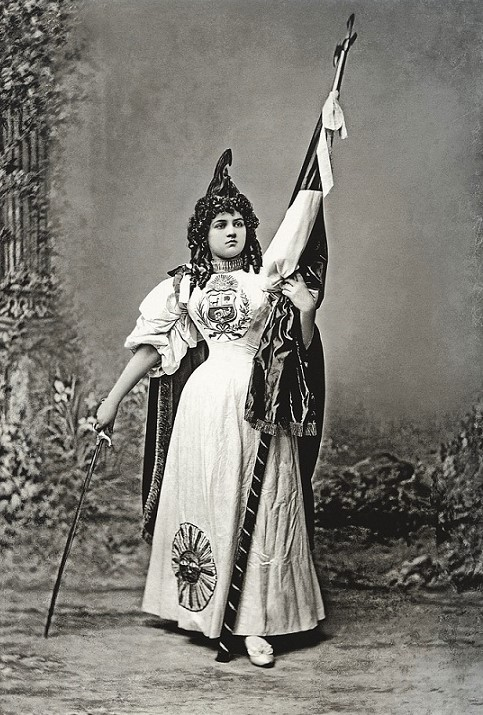
Madre patria, personalización de la República del Perú.

Matria es un neologismo utilizado por escritoras como Isabel Allende para representar la reconstrucción del término patria, lógica que ya mencionaba Plutarco en la antigua Grecia, y que en el siglo XVII era referido en la lengua castellana por derivarse esta de la propia tierra. Para Miguel de Unamuno, tal término evocaría la feminización de los atributos asociados a la nacionalidad, misma lógica que planteaba Jorge Luis Borges al referirse metafóricamente a la «naturaleza-madre».
En la Antigüedad Clásica fue utilizada para hacer referencia a la propia tierra del nacimiento y del sentimiento. A lo largo del tiempo se mantiene gracias a la tradición literaria y poética, principalmente en las lenguas gallega y portuguesa. Edgar Morin la emplea al referirse a la matria Europa, mientras Miguel de Unamuno lo usó para referirse a la matria vasca. Julia Kristeva identifica este término con «otro espacio» que no tiene que ver con la tierra de nacimiento, ni con la legitimación de cualquier Estado, sino con un lugar interior en el que crear un «cuarto propio».
El antropólogo Andrés Ortiz-Osés contrapone la patria española a la matria vasca para intentar explicar el origen de la violencia etarra, mientras que desde una mirada feminista, la filósofa Victoria Sendón de León lo identifica con una relectura nueva y posible de viejos conceptos como identidad, raza, lengua, religión, tradición o sexo.
El sustantivo patria es de género femenino y se usa habitualmente junto con madre en la colocación madre patria. El neologismo matria, no recogido en el diccionario de la RAE, forma parte del vocabulario utilizado en campos como la antropología y los estudios de género. En ocasiones, matria se ha presentado erróneamente como equivalente al término inglés motherland; aunque el término motherland es equivalente al término, en español, madre patria.